# Andowiak stokowy
Andowiak stokowy (Thomasomys daphne) – gatunek ssaka z podrodziny bawełniaków (Sigmodontinae) w obrębie rodziny chomikowatych (Cricetidae).

## Zasięg występowania
Andowiak stokowy występuje na wschodnich stokach Andów od południowego Peru do północnej Boliwii.

## Taksonomia
Gatunek po raz pierwszy zgodnie z zasadami nazewnictwa binominalnego opisał w 1917 roku brytyjski zoolog Oldfield Thomas nadając mu nazwę Thomasomys daphne. Holotyp pochodził z doliny Ocobamba, na wysokości 9100 ft (2774 m), w Regionie Cuzco, w Peru. 
T. daphne prawdopodobnie reprezentuje co najmniej dwa gatunki, ale potrzebne są dodatkowe badania taksonomiczne. Autorzy Illustrated Checklist of the Mammals of the World uznają ten takson za gatunek monotypowy.

### Etymologia
- Thomasomys: Oldfield Thomas (1858–1929), brytyjski zoolog, teriolog; gr. μυς mus, μυος muos „mysz”[7].
- daphne: w mitologii greckiej Dafne (gr. Δαφνη Daphnē, łac. Daphne), była córką boga rzeki Penejosa, która została przemieniona w drzewo laurowe; nie wiadomo dlaczego Thomas użył tej nazwy na określenie tego gryzonia[8].

## Morfologia
Długość ciała (bez ogona) 88–109 mm, długość ogona średnio 138 mm, długość ucha średnio 16 mm, długość tylnej stopy 23–27 mm; brak danych dotyczących masy ciała. 

## Siedlisko
Zamieszkuje lasy górskie na wysokościach 2000 do 2774 m n.p.m.. Gatunek bytujący na ziemi.

## Populacja
Andowiak stokowy to często chwytane gryzonie.

## Zagrożenia
Główne zagrożenia to wylesianie, fragmentacja siedliska, i rolnictwo.